# Oskar Krzyżak
Oskar Krzyżak (* 24. Januar 2002 in Częstochowa) ist ein polnischer Fußballspieler, der hauptsächlich als Innenverteidiger spielt. Er wird derzeit von Warta Posen ausgeliehen.

## Karriere

### Verein
Oskar Krzyżak begann seine Fußballkarriere in der Jugend von Znicz Kłobuck, APN Częstochowa und Raków Częstochowa.
Krzyżak debütierte 2022 für Raków Częstochowa in der Profimannschaft.
In den folgenden Jahren wurde er an verschiedene Vereine ausgeliehen, darunter Bytovia Bytów und Skra Częstochowa. Dadurch kam er in der Saison 2020/21 bei Bytovia zu 17 Einsätzen in der dritthöchsten Spielklasse Polens. Von 2021 bis 2023 wurde Oskar an den Nachbarverein Skra Częstochowa ausgeliehen. In diesem Zeitraum absolvierte er 30 Spiele für Skra in der zweithöchsten Spielklasse Polens.
Im Jahr 2023 wurde er an Warta Posen ausgeliehen.

### Nationalmannschaft
Krzyżak hat verschiedene Altersklassen der polnischen Nationalmannschaft durchlaufen, darunter Polen U16, U19, U20 und U21.

## Erfolge
Raków Częstochowa
- Polnischer Fußballpokal: 2021/22 (ohne Einsatz)